# Irani Rael
Irani Rael es un personaje ficticio en los cómics estadounidenses de Marvel Comics.

## Historia de la publicación
El personaje fue creado por Dan Abnett, Andy Lanning, Wellinton Alves y Geraldo Borges, apareció por primera vez en Nova Vol. 4 # 18 (diciembre de 2008).

## Biografía
Irani Rael es una Rigelliana que fue reclutada en el Cuerpo Nova después de que fue destruido por la Aniquilación Wave. Fue elegida por el Xandarian Worldmind para convertirse en un Nova Centurion junto a los nuevos reclutas Qubit, Malik, Tarcel, Morrow y Fraktur. Rael y sus nuevos compañeros llegan a la Tierra para ayudar a Nova Prime, Richard Rider y su hermano, Robbie, que también se había convertido en un nuevo recluta.
Ella ha luchado desde entonces junto al resto del Cuerpo Nova en la Tierra contra amenazas tales como la Sociedad Serpiente y el Hombre Dragón. Ayudó a luchar contra la Guardia Imperial y el Emperador Vulcano donde muchos de sus compañeros fueron asesinados. Después de luchar contra Ego el Planeta Viviente, resultó evidente para Rider que los nuevos reclutas no tenían entrenamiento adecuado, lo que hizo que Rael y varios otros aceptaran ser degradados. Rael se convirtió en una Milenaria Nova.

## Poderes y habilidades
Irani Rael tenía los poderes de un miembro del Cuerpo Nova.

## En otros medios

### Universo Cinematográfico de Marvel
- Irani Rael aparece en Guardianes de la Galaxia (2014) interpretada por Glenn Close. Esta versión del personaje es una Nova Prime de Xandar y aunque su personaje fue confirmado como Irani Rael, la comercialización y los créditos finales la nombran simplemente Nova Prime. Rael es visto liderando el esfuerzo del Cuerpo Nova en encontrar y encarcelar a Ronan el Acusador contactando incluso al Kree para al menos condenar sus acciones. Ella es confrontada más adelante por Rhomann Dey cuando él le informa que los Guardianes de la Galaxia desean ayudar a derrotar Ronan cuando él comienza su ataque en Xandar. Después de alguna vacilación, ella está de acuerdo en enviar al Cuerpo Nova a detener la nave de Ronan. Como resultado, Rael ayuda a Peter Quill a encontrar algunas pistas sobre su fondo ancestral. La última vez que la vio fue removiendo la Gema de Poder en la bóveda del Cuerpo Nova.
- Irani Rael como Nova Prime aparece en la segunda temporada de What If...?, episodio "¿Qué pasaría si... Nebula se uniera a los Nova Corps?", con la voz de Julianne Grossman. Esta versión alternativa, ella encuentra a Nebula en el espacio al reclutarla en los Nova Corps, protegiendo a Xandar siendo aislado del universo de la invasión de las fuerzas de Ronan por cinco años. Pero luego, se descubre que ella hizo un trato con Ronan al entregar a Xandar, y también dejó que Nebula liberara a Yon-Rogg de la prisión siendo su espía. Durante la batalla y la destrucción de Ronan, Nova Prime escapa hasta ser detenida por Nebula y finalmente caer a su muerte.

### Televisión
- Irani Rael aparece en la serie Guardians of the Galaxy con la voz de Tara Strong:
  - En la primera temporada, episodio 7, "Los Traidores", informa al Cuerpo Nova que el arma de Ronan el Acusador fue dejado por su muerte, donde Korath el Perseguidor, Nébula y Gamora han estado compitiendo para ser el nuevo general de Thanos. En el episodio 15, "Los Accidentes Suceden", asiste como miembro del Consejo Galáctico junto a J´son, Thor, el Alto Comisionado de Rigel y la Inteligencia Suprema. Al final del episodio 16, "El Árbol de los Mundos", Star-Lord les muestra la evidencia de J'son, de robar la Semilla Cósmica de Asgard al retirarse.
  - En la segunda temporada, episodio 6, "El Casco", Rael recibe el casco Nova por los Guardianes de la Galaxia en mantenerlo a salvo. En el episodio 10, "Solo un Bebé", revela que el casco Nova está en las garras de Titus, quién escapo de la prisión y iba tras los Guardianes de la Galaxia.

### Videojuegos
- Irani Rael aparece en Lego Marvel Super Heroes 2. Cuando Kang el Conquistador ataca a Xandar, envía una señal de socorro que atrae a los Guardianes de la Galaxia y hace que Xandar sea evacuado durante el conflicto.